# هالوارد هانولد
هالوارد هانولد ورزشکار مرد رشتهٔ بیاتلون اهل نروژ بود. وی در بین سال‌های ‎۱۹۹۸ تا ۲۰۱۰ میلادی در مسابقات بازی‌های المپیک زمستانی در مجموع ۶ مدال، شامل ۳ مدال طلا و ۲ نقره و ۱ برنز را کسب کرد.